# Гліб Святославич (князь тмутороканський)
Гліб Святославич (1052 — 30.5.1078) — князь тмутороканський (1060—1064, 1067—1069), князь новгородський (1067, 1069—1078) Київської Русі. Старший син великого князя київського Святослава Ярославича.

## Етапи князівства
Спочатку князь Святослав посадив старшого сина Гліба княжити у Муромі, а згодом, коли той набрався досвіду, віддав і найдальший руський престол — тмутороканський.

### Перша спроба князювання у Тмуторокані (1060-64)
Після смерті князя Мстислава в 1036 році Тмутороканське князівство Київської Руси разом із завойованими землями відійшло до Ярослава Мудрого, що заповів його вкупі із Чернігівською землею й «всією країною східної» своєму четвертому синові, князеві Святославу. Той у свою чергу, у 1060 р. передав тмутороканський престол у питоме князювання своєму синові Глібові.
У 1061 р., рятуючись від переслідування великого князя Київського Ізяслава Ярославовича, у Тмуторокань утік чернець Києво-Печерського монастиря, згодом знаменитий літописець Никон.

### Князь Муромський та Новгородський (1064-67)
У 1064 р. двоюрідний брат Гліба Святославича, князь-ізгой Ростислав Володимирович, разом з воєводами Пореєм і Вишатою захоплює Тмутороканське князівство, виславши Гліба до батька в Чернігів.
У Києві не могли примиритися з тим, що один з ізгоїв силою оволодів княжим престолом. Вже у 1065 р. Святослав Ярославич пішов з дружиною на Ростислава. Але той не став піднімати руку на дядька, і коли чернігівська рать прибула на Тамань, князь, не приймаючи бою, відступив у кубанські степи. Втім після того, як полки Святослава покинули місто, молодий князь знову повернувся в Тмуторокань та зумів там закріпитися.

### Князь Тмутороканський (1067-69)
У 1067 р. князь Ростислав був отруєний візантійським намісником — котопаном з Корсуню, який підніс йому вино з отрутою. Після цього з доручення жителів Тмуторокані чернець Никон, що брав активну участь у суспільному житті князівства, поїхав у Чернігів до Святослава просити повернення Гліба на князювання. Виконавши це почесне завдання, він незабаром покинув місто, заради своєї історичної місії — створити літописний звід 1073 року, що послужив основою «Повісті временних літ».
При від'їзді Никон залишив на князя Гліба заснований в 1068 році на окраїні Тмуторокані монастир, створений за зразком Печерського. Можливо, цей монастир розташовувався у підніжжя гори Бориса й Гліба на Фанагорійському острові.

### Князь Новгородський (1070-78)
Втім не затримався у Тмуторокані і сам Гліб, очоливши у 1070 р. князівський престол у Новгороді, звідки князь зробив декілька вдалих походів проти чудських племен.
Християнська віра у 70-ті роки XI століття була для містян Новгорода доволі чужою і незрозумілою. Куди більший авторитет мали більш природні для того часу ведичні волхви. Зокрема відомий епізод, коли Глібу Святославичу прийшлося втручатися в конфлікт новгородців із грецьким єпископом. Князь ледве врятував того, придушивши у 1071 р. заколот на чолі з волхвом-ведуном. Як згадує літописець, натовп буцімто прийняв сторону цього волхва і вже готовий був розтерзати церковника, який вийшов з хрестом того «викривати».
Тоді Гліб сміливо вийшов вперед, підняв сокиру і власноруч розрубав волхву голову, чим радикально вирішив ситуацію. Уражений цим натовп зрозумів, «на чиєму боці правда», і конфлікт потрохи затих.
Втім у 1078 р. князь Гліб був все ж таки вигнаний новгородцями — можливо, за бажанням Ізяслава Ярославича, який на той час повернув собі владу в Києві. Гліб Святославич був змушений втікати за Волок, де й був вбитий чуддю — племенем, з яким він ворогував.

## Генетика
Останки князя Гліба знаходяться в Чернігові стали об'єктом наукових досліджень (зразок під номером VK542, Margaryan et al 2020). На базі них було виявлено Y-хромосомну гаплогрупу I2a (I2a1b2a1a-CTS10228>I2a1b2a1a1-Y3120/YP196>I2a1b2a1a1b-Y4460>Y3106>Y91535>Y91535*) та мітохондріальну гаплогрупу H5a2a.

## Тмутороканський камінь

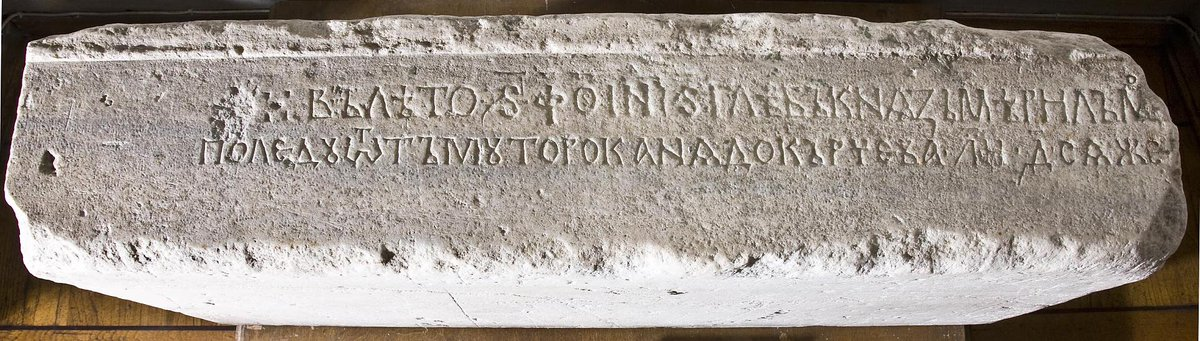
Тмутороканський камінь

1068 року за наказом Гліба Святославича була виміряна відстань між Тмутараканню та Корчевом по льоду Керченської протоки. Свідоцтвом цьому є так званий Тмутороканський камінь, знайдений у 1792 році на території Таманської фортеці. Цей чудовий пам'ятник древньої палеографії й епіграфіки XI сторіччя Київської Руси зараз зберігається в Ермітажі. Напис, висічений на великому мармуровому блоці, узятому з якоїсь зруйнованої будівлі візантійського або грецького часу, говорить: «У літо 6576 (примітка — 1068 р.), індикта 6, Гліб князь мірил море по льоду от Тмуторокані до Корчева 10000 и 4000 сажень». Український дослідник Володимир Білінський піддавав сумніву як історію про те, що князівство Тмуторокань розташовувалося на Тамані, так і справжність тмутороканського каменя (2011,1:86-95; 2012, 2:227), і не перекладав українською напис на камені.
У перекладі на сучасне літочислення 6576 р. означає грудень 1067-го — січень 1068 років. Камінь підтверджує, таким чином, свідчення руських літописів про існування Тмутороканського князівства Київської Русі й уточнює місцерозташування цієї землі. До знахідки каменю, дослідники розміщували це князівство у досить віддалених один від одного куточках Древньої Русі — від Литви до Криму.